# Henri Auguste Duval
Henri Auguste Duval (Alençon, 28 de abril de 1777 – 16 de março de 1814) foi um médico e botânico francês.

## Vida e obra
Henri-Auguste Duval estudou medicina na Universidade de Paris e escreveu sua dissertação sobre pirose. Ele é conhecido por seu catálogo Plantae suculentae de 1809 no horto Alenconio. Nele, as suculentae que crescem em Alençon foram listadas em 18 páginas e os gêneros vegetais Gasteria, Haworthia e Ligularia foram descritos pela primeira vez.
Em 1813, ele publicou um suplemento à obra de JD Dupont Double flore parisienne ou description de toutes les espèces qui croissent naturellement aux environs de Paris.

## Publicações
- Démonstrations botaniques, ou analyse du fruit, considéré en général. Paris, 1808
- Essai sur le pyrosis ou fer-chaud. Paris, 1809 – Dissertation
- Plantae succulentae in horto Alenconio, Paris, 1809
- Supplément contenant toutes les plantes nouvelles à l’ouvrage de J.D. Dupont. Paris, 1813